# Middletown (Rhode Island)
Pour les articles homonymes, voir Middletown.
Middletown est une ville située sur l'île Aquidneck dans le comté de Newport (Rhode Island, États-Unis), au sud de Portsmouth et au nord de Newport. C'est de cette position centrale entre les deux villes que lui vient le nom de Middletown (« ville du milieu » en français). Au recensement de 2010, la ville compte 16 150 habitants.

## Histoire
Plusieurs sources indiquent qu'une taxation injuste et un accroissement de la population ont poussé les freeholder du Nord de Newport à demander l'indépendance. Le territoire qu'occupe maintenant Middletown a alors été séparé de Newport en 1731 et la ville a été constituée en 1743.

## Géographie
Selon le Bureau du recensement des États-Unis, la ville occupe une superficie de 14,80 milles carrés (38,33 km2), dont 12,72 milles carrés (32,94 km2) de terres et 2,08 milles carrés (5,39 km2) d'eau.
Middletown est surnommée la « communauté agricole » d'Aquidneck Island. 43 % de la ville est constituée de terres agricoles, 25 % de forêts et 30 % de zones habitées. Les zones habitées se situent principalement au sud de la ville en direction de Newport alors que la zone rurale est située au nord en direction de Portsmouth. Middletown comprend également plusieurs plages.

### Transport
Le Newport State Airport, le seul aéroport d'Aquidneck Island, est situé à Middletown.

## Administration
La ville est administrée par un conseil municipal de sept membres élus. Le pouvoir exécutif est exercé par un administrateur désigné par les conseillers, sur le modèle du gouvernement à gérance municipale. Une commission scolaire est également élue.

## Démographie
Selon le recensement de 2000, la ville compte 17 334 habitants, 6 993 ménages et 4 643 familles. La densité de population est de 515,6 habitants par km². La composition ethnique de la ville fait état de 89,12 % de blancs, 2,72 % de noirs ou afro-américains, 2,36 % d'amérindiens, 1,18 % d'asiatiques, 1,11 % d'Hawaïen de souche ou autre océanien, 1,07 % d'autres races et 2,43 % de deux races ou plus. Les hispano-américains/latinos représentent 2,93 % de la population.
On compte 6 993 ménages dont 32,9 % ont des enfants de moins de 18 ans vivant au foyer, 53,9 % sont des couples mariés vivants ensemble, 9,8 % sont des mères célibataires et 33,6 % ne sont pas des familles. 28,7 % des ménages sont composés de personnes seules et 10,9 % ont une personne de plus de 65 ans qui le compose. La taille moyenne du ménage est de 2,43 personnes et celle de la famille est de 3,01 personnes.
25 % des habitants ont moins de 18 ans, 6,6 % ont entre 118 et 24 ans, 30,9 % ont entre 25 et 44 ans, 22,6 % ont entre 45 et 64 ans et 14,9 % ont plus de 65 ans. L'âge médian est de 38 ans. On compte 100 femmes pour 94,8 hommes. On compte 89,7 hommes pour 100 femmes de plus de 18 ans.
Le revenu moyen du ménage est de 51 075 US$ et le revenu moyen pour une famille est 57 322 US$. Les hommes ont un revenu moyen de 41 778 US$, les femmes 27 229 US$. Le revenu par habitant de la ville est de 25 857 US$. Environ 3,7 % des familles et 5 % de la population vivent en dessous du seuil de pauvreté. Sur le nombre total de personnes vivant sous ce seuil, 6,2 % ont moins de 18 ans et 4,7 % ont plus de 65 ans.
Entre 2000 et 2010, la municipalité a perdu des habitants et compte 16 150 habitants d'après le recensement de 2010.

## Sports
Middletown accueil le St Columba's Cricket Club, un rencontre annuelle d'équipes de Nouvelle-Angleterre de cricket. Le Newport National Golf Club est situé à Middletown.

## Sites historiques
- Boyd's Windmill (en), construit en 1810
- Bailey Farm (en), construite en  1838
- Clambake Club of Newport (en), construit en 1895
- Gardiner Pond Shell Midden (en)
- Hamilton Hoppin House (en),construite en 1856
- Lyman C. Joseph House (en), construite en 1882
- Paradise School (en), construite en 1875
- Prescott Farm (en), construite en 1715
- St. George's School (en)
- Whitehall (Rhode Island) (en), construit en 1729
- Witherbee School (en), construite en 1900

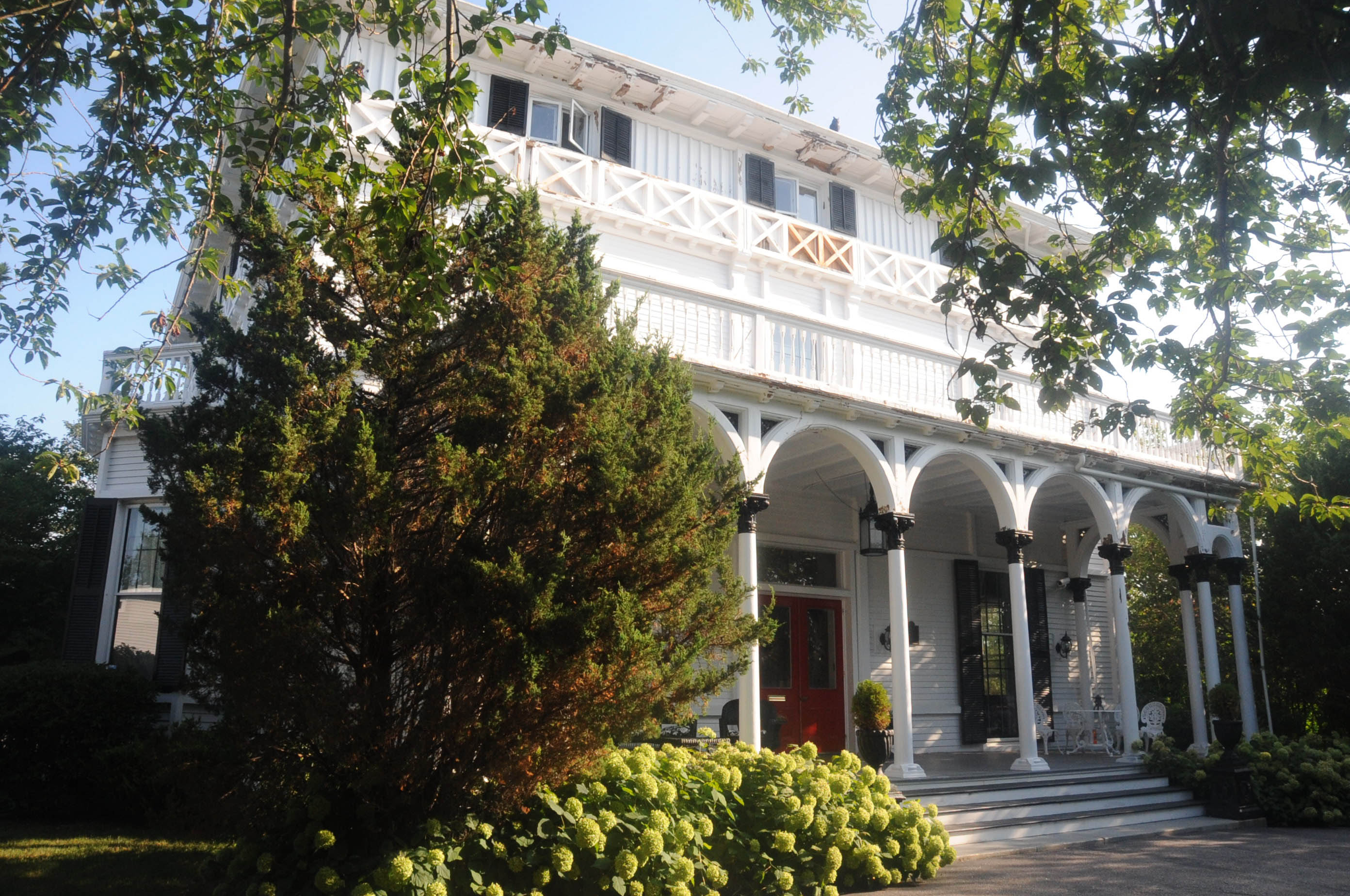
La Hamilton Hoppin House.
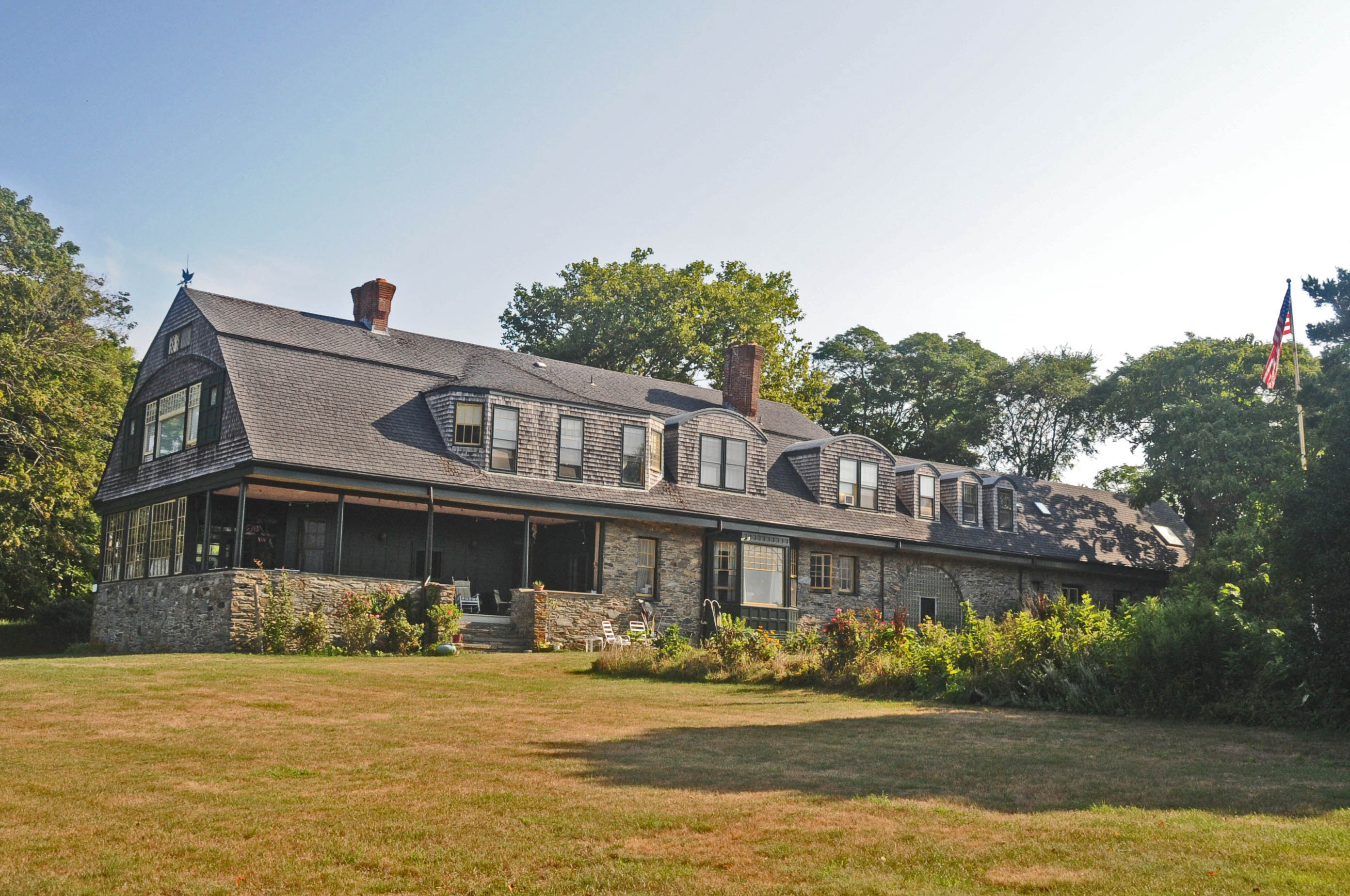
La Lyman C. Joseph House.
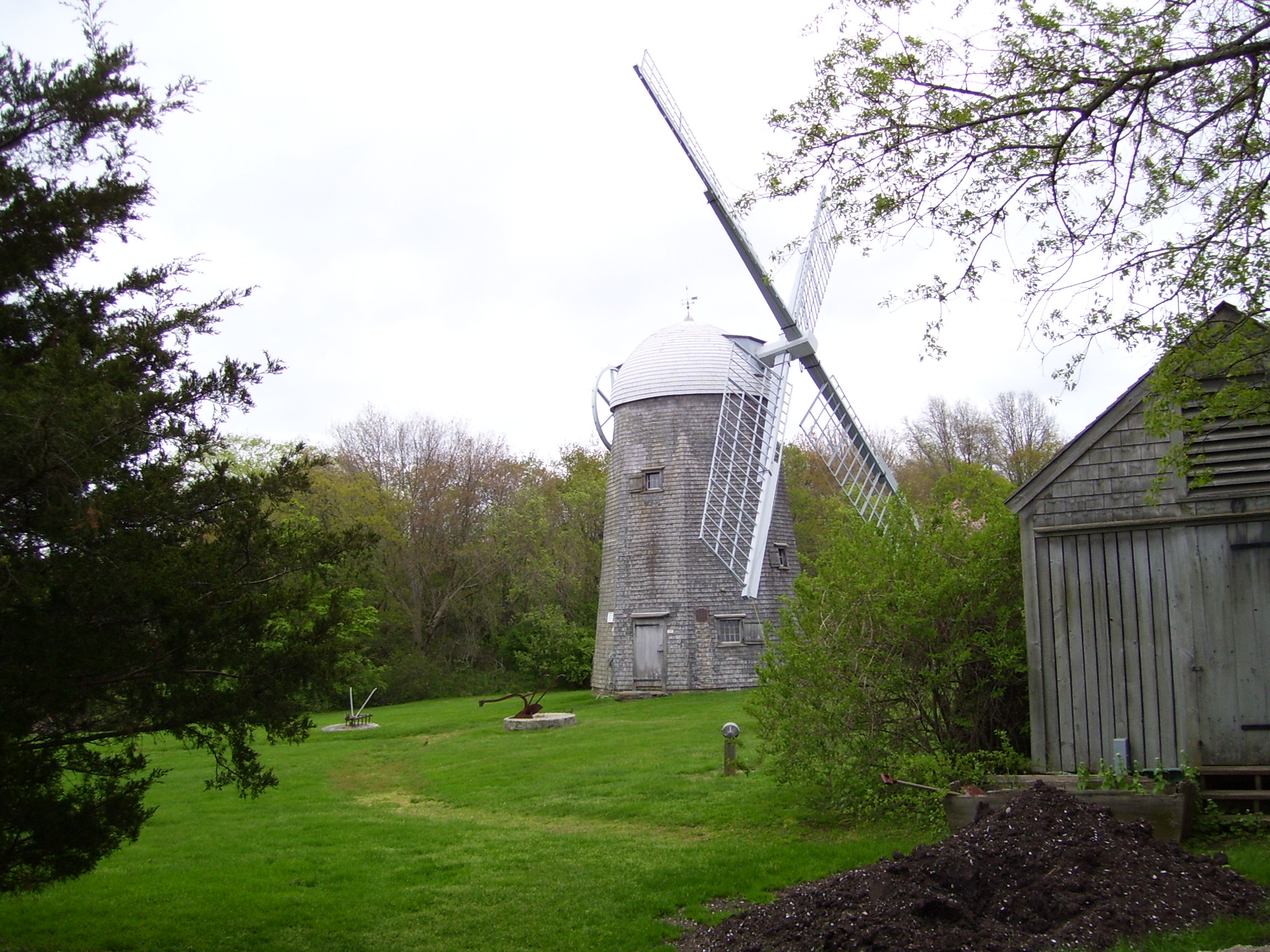
Moulin à vent de 1811 à Prescott Farm.
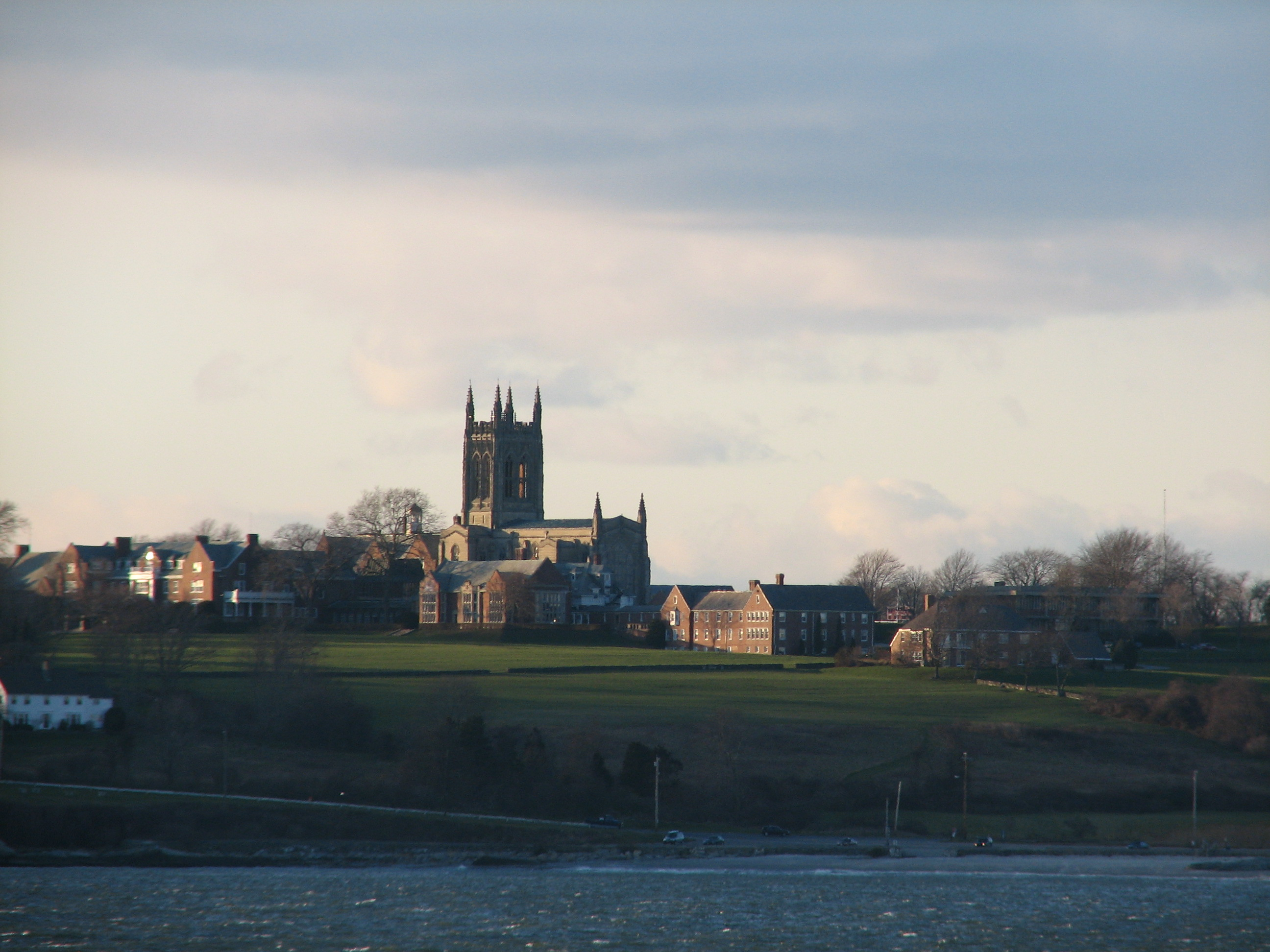
Le campus de Saint George's.

## Personnalités liées à la ville
Nicolas Cage a acheté en 2007 une maison, qu'il a appelée Grey Craig, à Middletown. La maison de pierre de 2 200 m2, sur 26 acres de terrain, comporte 12 chambres et 10 salles de bain.
Charlie Day, de l'émission télévisée Philadelphia, a passé son enfance à Middletown dans les années 1970.